# Crary Knoll
Der Crary Knoll ist ein symmetrischer, vereister und 1520 m hoher Hügel im ostantarktischen Viktorialand. Er ragt 3 km südsüdöstlich des Holmes Block im Gebiet des Skelton-Gletschers auf.
Das Advisory Committee on Antarctic Names benannte ihn 1994 nach dem US-amerikanischen Geophysiker Albert P. Crary (1911–1987), der bei geophysikalischen Messungen auf dem Weg zum geografischen Südpol und weiteren Zielen diesen Hügel passierte.